# دودج آباد (مقاطعة فسا)
دودج‌آباد (بالفارسية: دودج‌آباد) هي قرية تقع في Now Bandegan District في إيران. يقدر عدد سكانها بـ 0 نسمة بحسب إحصاء 2016.